# Cavron-Saint-Martin
Cavron-Saint-Martin – miejscowość i gmina we Francji, w regionie Hauts-de-France, w departamencie Pas-de-Calais.
Według danych na rok 1990 gminę zamieszkiwały 382 osoby, a gęstość zaludnienia wynosiła 32 osób/km² (wśród 1549 gmin regionu Nord-Pas-de-Calais Cavron-Saint-Martin plasuje się na 866. miejscu pod względem liczby ludności, natomiast pod względem powierzchni na miejscu 224.).